# Nemzetközi Katolikus Eszperantista Szövetség
A Nemzetközi Katolikus Eszperantista Szövetség - NKESZ-t 1910-ben alapították, Rómában van a székhelye. Eszperantóul: Internacia Katolika Unuiĝo Esperantista - IKUE.

## Előzmények
Emile Pertier (1870-1909) és Henri Auroux Tours püspökének Emil François engedélyével megalapították 1902-ben az Espero Katolika társaságot. Peltieréknek nem sikerült bejegyeztetni a francia törvényeknek megfelelően a társaságot, a gyér együttműködés miatt, ezért létrehozták ugyanazon a néven az Espero Katolika újságot, amely 1903 óta jelenik meg. Emile Pertier halála után 1910-ben Párizsban volt az első Katolikus Eszperantista Kongresszus, ennek keretében jött létre a Nemzetközi Katolikus Eszperantista Szövetség - NKESZ.

### Az eszperantó mint liturgikus nyelv
1990. november 8 -án a Vatikáni Istentiszteleti és Szentségi Kongregáció jóváhagyta az eszperantó szövegeket. Ily módon az eszperantó liturgikus nyelvvé vált. 1995 nyara óta a "Misekönyv és olvasmányok vasárnapra és ünnepnapra" két kötetben kapható. A tervezett nyelvek közül csak az eszperantó vált liturgikus nyelvvé.

## Fordítás
Ez a szócikk részben vagy egészben  az   Internacia Katolika Unuiĝo Esperantista című eszperantó Wikipédia-szócikk ezen változatának fordításán alapul.  Az eredeti cikk szerkesztőit annak laptörténete sorolja fel. Ez a jelzés csupán a megfogalmazás eredetét és a szerzői jogokat jelzi, nem szolgál a cikkben szereplő információk forrásmegjelöléseként.